# Retee 2!
Retee 2! (European Champions) è un videogioco di calcio pubblicato nel 1993 per Amiga, Atari ST e MS-DOS dalla Ocean Software.
Solo la versione italiana (di esistenza accertata almeno per Amiga, forse per DOS) è presentata come il seguito di Retee!. Il gioco uscì anche in tedesco (almeno per Amiga e DOS) come Lothar Matthäus: Die Interaktive Fußballsimulation, con l'immagine del calciatore Lothar Matthäus, e in francese (tutte le versioni) come Olympique de Marseille Super Football, con il marchio della squadra Olympique de Marseille.
Il gioco permette sia la visuale dall'alto, con il campo orientato in verticale, sia la visuale laterale.